# Pogoniulus
Genre
Le genre Pogoniulus comprend 10 espèces de petits oiseaux africains de la famille des Lybiidae, proches parents des Barbicans. Barbion est le nom français que la nomenclature aviaire en langue française (mise à jour) a donné à ces 9 espèces d'oiseaux.

## Liste des espèces
D'après la classification de référence (version 15.1, 2025) du Congrès ornithologique international (ordre phylogénique) :
- Pogoniulus scolopaceus – Barbion grivelé
- Pogoniulus simplex – Barbion vert
- Pogoniulus leucomystax – Barbion à moustaches
- Pogoniulus coryphaea – Barbion montagnard
- Pogoniulus atroflavus – Barbion à croupion rouge
- Pogoniulus subsulphureus – Barbion à gorge jaune
- Pogoniulus bilineatus – Barbion à croupion jaune
- Pogoniulus uropygialis – Barbion de Heuglin
- Pogoniulus pusillus – Barbion à front rouge
- Pogoniulus chrysoconus – Barbion à front jaune